# Décès en 888
Décès
- 884
- 885
- 886
- 887
- 888
- 889
- 890
- 891
- 892

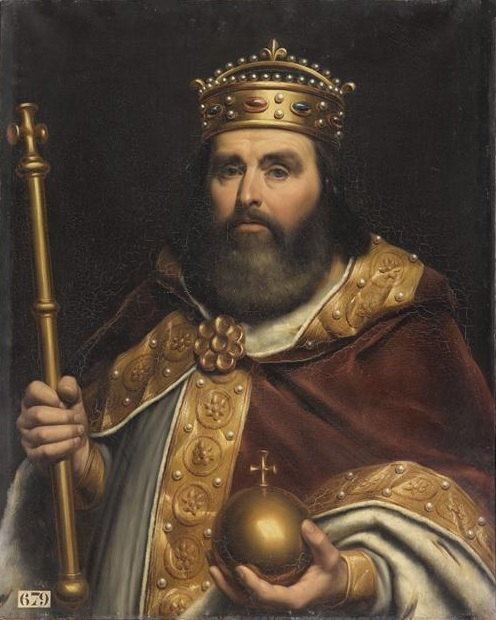
Charles III le Gros mort en 888.

Cette page dresse une liste de personnalités mortes au cours de l'année 888 :
- 26 juin : Al-Mundhir, émir omeyyade de Cordoue.
- 30 juin : Æthelred de Cantorbéry, archevêque de Cantorbéry.

- Abu Dawud, auteur d'une des six collections canoniques de hadiths.
- Cerball mac Dúnlainge, roi d'Osraige.
- Charles III le Gros, empereur d'Occident[1].
- Gilbert de Luxeuil, ou Saint Gilbert, abbé et martyr à Luxeuil.
- Liutbert de Mayence, archevêque de Cologne, puis archevêque de Mayence, abbé d'Ellwangen (Jagst) et chancelier d'empire.
- Narsès Ier d'Ibérie, prince de Samtské, de Schavschéti et d'Artani.
- Sichfrith mac Ímair, roi de Dublin.

## Crédit d'auteurs
- Cet article est partiellement ou en totalité issu de l'article intitulé « 888 » (voir la liste des auteurs).